# James Armand de Rothschild

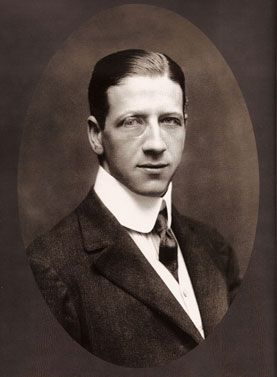
Porträt in den 1920er Jahren

James Armand Edmond de Rothschild MP (* 1. Dezember 1878 in Paris; † 7. Mai 1957 in London), auch Jimmy de Rothschild, war ein britischer liberaler Politiker und Philanthrop. Er gehörte zum französischen Zweig der Familie Rothschild.

## Leben
James Rothschild war der älteste Sohn des Bankiers und Zionisten Edmond de Rothschild (1845–1934) und der deutschstämmigen Adelheid von Rothschild, geboren im Pariser Haus an der Rue du Faubourg Saint-Honoré. Zunächst besuchte er das Lycée Louis-le-Grand in Paris, dann das Trinity College, Cambridge. Er diente im Ersten Weltkrieg, erst bei den Franzosen, dann als Offizier der Royal Canadian Dragoons. Bei Kriegsende diente er in der britischen Armee in Palästina als Major im 39th Battalion, Royal Fusiliers (Jüdische Legion).
Besonders war er dem Pferdesport als Rennstallbesitzer verbunden, wo er etwa 1909 den Ascot Gold Cup gewann. Sein Großvater betrieb zunächst noch in den Ställen des für ihn errichteten Chateau Ferrière noch früher als seine englischen Verwandten eine Pferdezucht und einen -rennstall. Sein Vater Edmond de Rothschild, Miterbe der Pferdeanlagen, ließ in Gouvieux-Chantilly für seine Pferde das berühmte Haus „Sans Souci“ errichten.
Im Jahr 1913 heiratete er Dorothy Pinto. 1920 erhielt er die britische Staatsbürgerschaft. 1922 erbte er Waddesdon Manor von Alice von Rothschild, ein Anwesen, das von deren Bruder Ferdinand de Rothschild stammte und durch ihn zahllose Kunstschätze enthielt.
Zum Bankgeschäft zog es ihn nicht hin, er ließ sich seinen Anteil am Pariser Bankhaus vom Vater auszahlen. Schon dieser war nur unter Vorbehalt Bankier und widmete sich mehr dem Aufbau seiner Anlagen in Palästina. Seine sehr große Kunstsammlung bildete später einen Grundstock der Grafik-Sammlung des Louvre.

## Politik
Rothschild saß für die Liberale Partei im Unterhaus für die Isle of Ely von 1929 bis 1945. Im Zweiten Weltkrieg war er Parlamentarischer Staatssekretär im Ministry of Supply in der Koalitionsregierung 1940–1945.

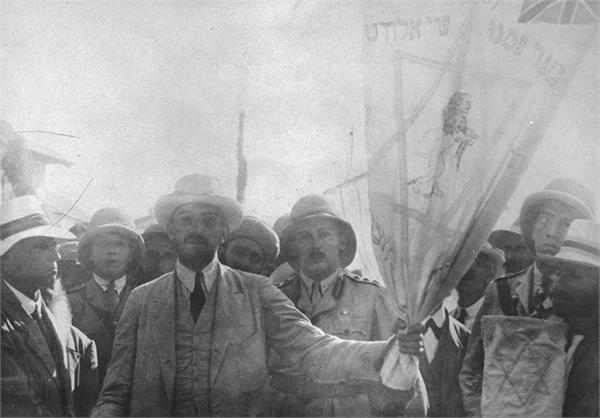
James de Rothschild (rechts) als Mitglied der Jüdischen Legion am 1. Januar 1918

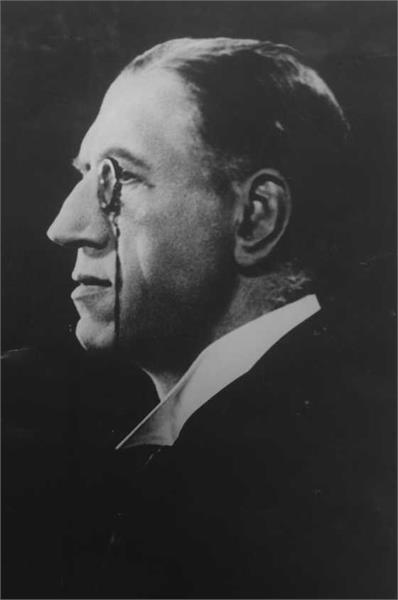
James de Rothschild 1928

## Philanthrop
Rothschild setzte die Unterstützung seines Vaters für die zionistische Bewegung fort und spendete 6 Mio. IL für den Bau der Knesset in Jerusalem, der 1966 abgeschlossen wurde.
Bei seinem Tod 1957 vermachte er zur Vermeidung von Erbschaftssteuern Waddesdon Manor dem National Trust. Seine Witwe Dorothy de Rothschild erbte das umgebende Areal und behielt ein starkes Interesse für das Haus und seine Sammlungen.

## Einzelbelege
1. ↑  James Armand Edmond (Jimmy) de Rothschild (1878-1957) | Rothschild Family. Abgerufen am 16. April 2023.
2. ↑  James Edmond Armand de Rothschild, DCM, OC. MP (DER2027) | British Jews in The First World War. Abgerufen am 16. April 2023 (britisches Englisch).
3. ↑  James Armand de Rothschild (1878 – 1957). The Knesset, abgerufen am 16. April 2023.
4. ↑  Siehe Waddesdon Manor

| Personendaten    | Personendaten                                                                 |
| ---------------- | ----------------------------------------------------------------------------- |
| NAME             | Rothschild, James Armand de                                                   |
| ALTERNATIVNAMEN  | Rothschild, James Armand Edmond de (vollständiger Name); de Rothschild, Jimmy |
| KURZBESCHREIBUNG | britischer Zionist, Philanthrop, Mäzen und Sammler                            |
| GEBURTSDATUM     | 1. Dezember 1878                                                              |
| GEBURTSORT       | Paris                                                                         |
| STERBEDATUM      | 7. Mai 1957                                                                   |
| STERBEORT        | London                                                                        |